# Klaas Wiersma

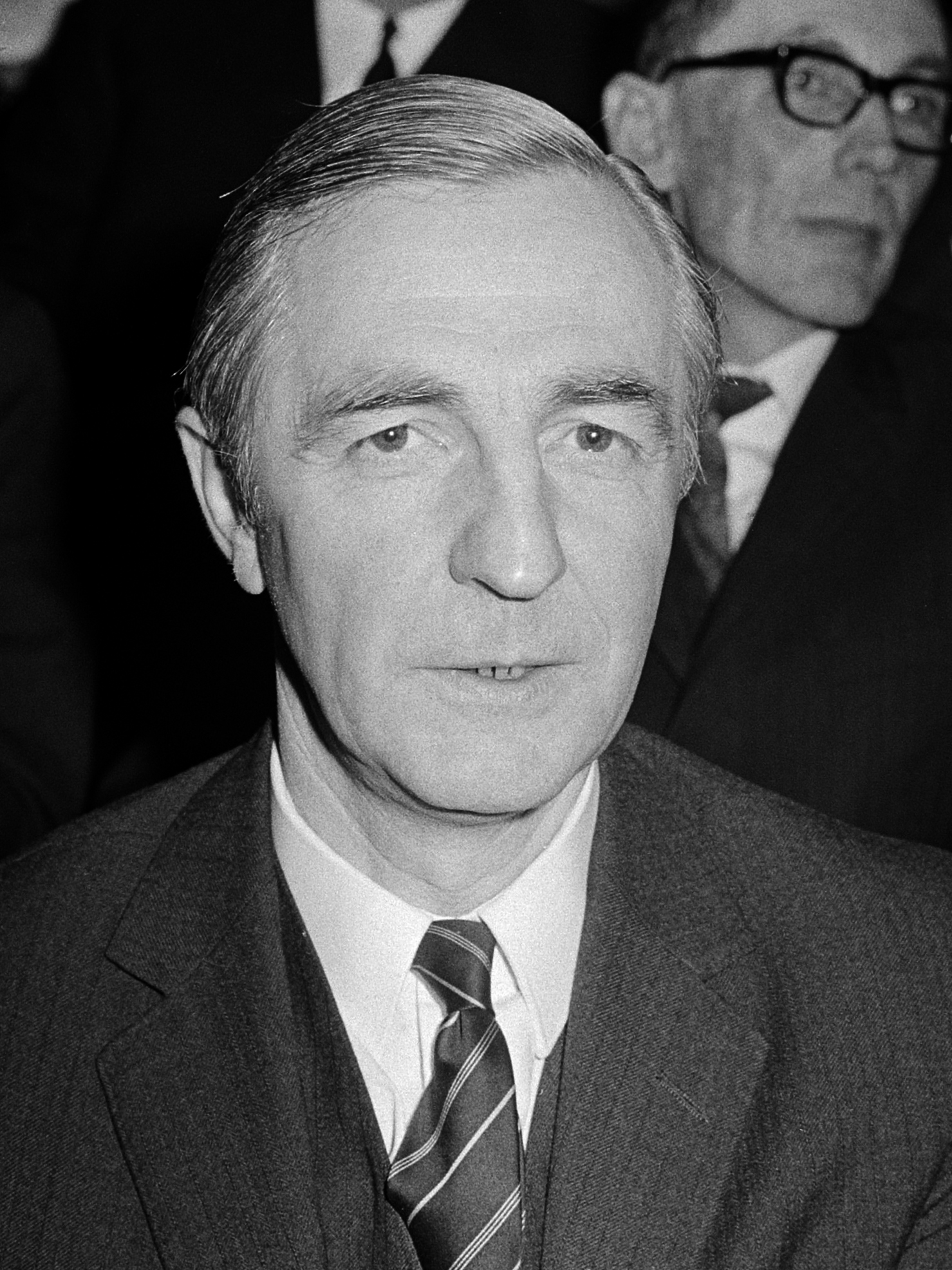
Klaas Wiersma

Klaas Wiersma (* 28. Februar 1917 in Hengelo, Provinz Overijssel; † 5. Januar 1993 in Wassenaar, Provinz Südholland) war ein niederländischer Rechtswissenschaftler, Hochschullehrer und der Politiker der Partij van de Vrijheid (PvdV) sowie der Volkspartij voor Vrijheid en Democratie (VVD), der unter anderem erster Staatssekretär der Niederlande im Justizministerium sowie mehrere Jahre Mitglied des Hohen Rat der Niederlande, dem obersten ordentlichen Gericht der Niederlande in Den Haag, und des Staatsrates (Raad van State) war.

## Leben

### Studium, berufliche Laufbahn und Hochschullehrer
Nach dem Besuch der Grundschule in Bloemendaal und des dortigen Kennemer Lyceum Overveen begann Wiersma im Juli 1934 ein Studium im Fach Privatrecht an der Reichsuniversität Leiden, das er im Dezember 1939 abschloss. Im Anschluss war er von 1939 bis 1942 als Repetent für Bürgerliches Recht tätig sowie zugleich zwischen 1941 und 1942 Vizesekretär an der Schule für Regierungsmediatoren. Nach einer Tätigkeit als Vizesekretär des Unternehmensverbandes der Milchproduktion war er bis Dezember 1945 kommissarischer Sekretär des Beauftragten der Königin für die Provinz Nordholland.
Im Anschluss wirkte Wiersma, der 1948 zu den Mitgründern der VVD gehörte, zwischen Dezember 1945 und August 1955 als Sekretär des Kuratoriums der Reichsuniversität Leiden. Während dieser Zeit erfolgte außerdem am 20. Februar 1952 seine Promotion zum Dr. jur. „cum laude“ mit einer Dissertation zu Einwendungen Dritter unter dem Titel Het derden verzet.
Im August 1955 übernahm er zunächst eine Professur für Einführung in das niederländische Recht an der Reichsuniversität Groningen und war dort anschließend zwischen Januar 1959 und September 1962 Professor für Bürgerliches Recht und zivilrechtliche Forderungen an der Fakultät für Recht und Wirtschaft. Daraufhin kehrte er an die Reichsuniversität Leiden zurück und übernahm dort eine Professur für Notarrecht, die er bis April 1970 innehatte. Während dieser Zeit wurde er am 6. April 1964 von Königin Juliana darüber hinaus zum Regierungskommissar für die Überarbeitung des Erbrechts im vierten Buch des Neuen Bürgerlichen Gesetzbuchs (Nieuw Burgerlijk Wetboek) berufen und wirkte in dieser Funktion zum 20. April 1970.

### Staatssekretär und Mitglied des Hohen Rates der Niederlande
Am 20. April 1970 wurde er von Ministerpräsident Piet de Jong zum Staatssekretär im Justizministerium in dessen Kabinett ernannt. Als solcher war er der erste Staatssekretär im Justizministerium in der Geschichte der niederländischen Regierungen. In dieser Funktion unterstützte er bis zum 6. Juli 1971 Justizminister Carel Polak bei allen Rechtsangelegenheiten, die sich nicht auf Gesetzgebungsverfahren und rechtliche Organisation bezogen.
Nach seinem Ausscheiden aus der Regierung wurde Wiersma am 17. Juli 1971 wurde er zum Ritter des Orden vom Niederländischen Löwen ernannt.
Einige Monate später kehrte er im Oktober 1971 als Professor an die Reichsuniversität Leiden zurück und war dort bis Januar 1974 Inhaber des Lehrstuhls für Bürgerliches Recht und Notarrecht.
Im Anschluss wurde er am 2. Januar 1974 Mitglied des Hohen Rates der Niederlande, des Obersten Gerichts der Niederlande für die ordentliche Gerichtsbarkeit, und gehörte diesem mehr als sieben Jahre bis zum 1. September 1981 an. Daneben wurde er am 5. August 1977 durch Königlichen Beschluss von Königin Juliana zum Mitglied des Staatsrates (Raad van State) für besondere Aufgaben ernannt. Er gehörte diesem Verfassungsorgan zur Beratung der niederländischen Regierung bis zum 1. März 1986 an.
Für seine langjährigen Verdienste in der Politik und im Rechtssystem wurde Wiersma außerdem am 29. April 1982 zum Kommandeur des Orden von Oranien-Nassau berufen.

## Veröffentlichungen
- Het derden verzet, Dissertation, Reichsuniversität Leiden, 1952
- Algemene leer van verbintenissen II, Mitautor Huib Drion, 1959
- De vorderingen uit onrechtmatige daden uit overeenkomst, 1960
- Schenking en hercodificatie, 1974